# Teresa Lebiedzińska-Torbus
Teresa Lebiedzińska-Torbus (ur. 15 lutego 1934 w Warszawie, zm. 24 września 1991) – polska lekarka, poseł na Sejm PRL VI i VII kadencji.

## Życiorys
W 1958 uzyskała wykształcenie wyższe na Wydziale Lekarskim Ogólnym Akademii Medycznej w Warszawie. Po odbyciu stażu pracowała jako lekarz rejonowy oraz asystent oddziału ginekologiczno-położniczego Szpitala Powiatowego w Nowym Dworze Mazowieckim. Posiadała specjalizacje II stopnia z zakresu organizacji ochrony zdrowia, a także I stopnia z zakresu położnictwa i ginekologii. W 1965 objęła obowiązki kierownika Wydziału Zdrowia i Opieki Społecznej Prezydium Powiatowej Rady Narodowej. W latach 1973–1991 zajmowała stanowisko dyrektora Zespołu Opieki Zdrowotnej w nowodworskim szpitalu.
Działała w Związku Młodzieży Polskiej, a od 1966 w Polskiej Zjednoczonej Partii Robotniczej. Zasiadała w egzekutywie jej Komitetu Powiatowego w Nowym Dworze Mazowieckim. Była także działaczką Ligi Kobiet i Polskiego Czerwonego Krzyża. Zasiadała w Miejskiej Radzie Narodowej i Powiatowej Radzie Narodowej w Nowym Dworze Mazowieckim. W 1972 i 1976 uzyskiwała mandat posła na Sejm PRL w okręgach kolejno Ciechanów i Warszawa Praga-Północ. Przez dwie kadencje zasiadała w Komisji Zdrowia i Kultury Fizycznej, której była zastępcą przewodniczącego.

## Odznaczenia
- Srebrny Krzyż Zasługi
- Medal 30-lecia Polski Ludowej
- Medal „Za zasługi dla obronności kraju”